# Zollern-Alb-Kurier
Der Zollern-Alb-Kurier ist eine Tageszeitung von regionaler Bedeutung. Sie wird unter verschiedenen früheren Titeln seit 1848 in einem Familienbetrieb herausgegeben.

## Geschichte
Nachdem Wilhelm Daniel seit 1844 die Ribler’sche Hofbuchdruckerei in Hechingen betrieb und die „Hohenzollerischen Blätter“ redigierte, zog er mit seiner Familie nach Balingen. Dort erschien am 1. Oktober 1848 erstmals die Zeitung „Politisches Volksblatt für Stadt und Land“. Zunächst bezogen 22 Abonnenten sein Blättchen. Ab 1. Januar 1849 gab er der Zeitung den Titel „Der Volksfreund“. Der Untertitel der zweimal in der Woche erscheinenden Zeitung lautete „Politisches Unterhaltungs- und Anzeigenblatt aus dem Oberamt Balingen“. Ein Jahr später wechselte er den Titel vermutlich aus wirtschaftlichen Gründen in „Amts- und Intelligenzblatt für die Oberamtsbezirke Balingen, Sulz und Oberndorf“, doch 1867 kehrte Daniel zum Titel „Der Volksfreund“ zurück. Inzwischen hatte die Zeitung rund 800 Abonnenten.
1867 übergab Wilhelm Daniel den Betrieb an seinen Sohn Adolf. Nach dem Erwerb einer eigenen Setzmaschine im Jahre 1899 erschien „Der Volksfreund“ täglich.
1919 vermachte Adolf Daniel den Verlag und die Buchdruckerei an drei seiner fünf Söhne (Adolf, Alfred und Hermann Daniel). Sie gründeten daraufhin eine GmbH. 1927 lag die Auflage der Zeitung bei 5.000 Exemplaren pro Tag.
1933 musste die Herausgabe des „Volksfreundes“ eingestellt werden. Der Betrieb übernahm den Druck der NS-Zeitung „Der Wille“. Nachdem das Verbreitungsgebiet des „Wille“ weit über den Kreis Balingen hinausreichte, sogar in den hohenzollerischen Raum von Hechingen und Sigmaringen, ergab sich eine wesentlich höhere Auflage.
Wegen Meinungsverschiedenheiten unter den Brüdern wurde die GmbH 1938 aufgelöst und in eine Einzelfirma umgewandelt, sie hieß Hermann Daniel Buchdruckerei und Verlag.
Nach dem Kriegsende 1945 wurde einmal in der Woche das „Amtliche Mitteilungsblatt des Landratsamts“ mit einer Auflage von 9.000 Exemplaren gedruckt. Zusätzlich gab das Verlagshaus eine methodistische Zeitschrift mit dem Titel „Friedensglocke“ heraus (Auflage 16.000 Stück). Am 21. September 1945 erschien erstmals das „Schwäbische Tagblatt“ aus Tübingen in Kreis Balingen und im weiteren Umfeld, anfänglich noch ohne Lokalteil. Dieser wurde erst 1946 in die damals spärlichen Seiten aufgenommen und bei der Firma Daniel gesetzt.
Der Schwiegersohn von Hermann Daniel, Wilhelm Ilg, übernahm die kaufmännische Leitung des Betriebes, der damals aus 16 Personen bestand. Drei Jahre später wurde Erich F. Jetter als zweiter Schwiegersohn in den Betrieb aufgenommen.
Am 18. Juli 1949 wurde die „Schwäbische Verlagsgesellschaft“ gegründet. Ziel ist die Herausgabe eigener Zeitungen, gestützt durch einen Zentralredaktion. Ab 27. August 1949 erschien das „Schwäbische Tagblatt“ mit dem Untertitel „Balinger Volksfreund“ bzw. im Raum Ebingen mit dem Titel „Ebinger Zeitung“ und im Raum Tailfingen mit dem Titel „Schmiecha Zeitung“. Ab 17. Oktober wurden die Untertitel zu Haupttiteln. Alle drei Zeitungen wurden auf der Rotationsmaschine der Firma Daniel gedruckt. Der Mantelteil kam aus der Zentralredaktion in Tübingen.
1961 starb der Verleger und Buchdruckereibesitzer Hermann Daniel. Der Betrieb wurde von Wilhelm Ilg und Erich F. Jetter weitergeführt.
Im Jahr 1968 wurde die „Schwäbische Donauzeitung“ in die „Südwest Presse“ eingegliedert und die Zentralredaktion von Tübingen nach Ulm verlegt. Am 1. Januar 1973 wurden im Zuge der Kreisreform die Titel der Tageszeitungen zum Gesamttitel „Zollern-Alb-Kurier“ vereinigt, die alten Titel blieben als Untertitel bestehen.
1986 übernahm Klaus Jetter (Sohn von Erich F. Jetter) die Geschäftsführung des Verlages.
Seit 2004 wird die Zeitung nicht mehr im Verbreitungsgebiet gedruckt, sondern wie auch einige andere Tageszeitungen im Druckzentrum Neckar-Alb (Reutlingen-Betzingen).
Der Zollern-Alb-Kurier veröffentlicht nach eigenen Angaben seit 1997 Informationen im Internet. Seit Februar 2015 ist der Großteil der aktuellen und historischen Artikel durch eine Paywall geschützt und kann nur noch gegen Bezahlung zugegriffen werden.
2016 ging die Geschäftsleitung an Daniel Welte (Enkel von Erich F. Jetter) und Kevin Jetter (Sohn von Klaus Jetter und Enkel von Erich F. Jetter) über.
Im Zuge des Relaunches des Zollern-Alb-Kuriers 2018 positionierte sich das Verlagshaus noch mehr als Medienhaus und integrierte die Internetagentur Splashpixel. Der Betriebszweig Splashpixel übernimmt das Onlinemarketing, Webdesign und die Produktion von Video- und Bildinhalten.
Ende 2022 wurde bekannt gegeben, dass das Verlagshaus vom Schwäbischen Verlag mit Sitz in Ravensburg übernommen wird. Damit einher ging eine Änderung des Layouts; der redaktionelle Mantelteil wird nicht mehr von der Südwest Presse, sondern von der Schwäbischen Zeitung geliefert.
Im Zuge der Abspaltung des Zollern-Alb-Kuriers von der Südwest Presse präsentierte diese ein gleichnamiges Konkurrenzblatt. Das Konkurrenzblatt warb mit dem „gewohnten Blau“. Hintergrund ist der Eigentümerwechsel des ursprünglichen Zollern-Alb-Kuriers zum Schwäbischen Verlag, dessen Hausfarbe unter anderem nicht mehr blau, sondern durch den Wechsel gelb geworden ist. Das Landgericht Stuttgart entschied im Februar 2023, dass der Zeitungstitel Zollern-Alb-Kurier ausschließlich dem Balinger Medienhaus Hermann Daniel gehört. Der Südwest Presse aus Ulm wurde per einstweiliger Verfügung untersagt, denselben Titel für ihre Konkurrenz-Zeitung zu verwenden.